# فرابا
فرابا (انگلیسی: FRABA) شرکت الکترونیک آلمانی است، که در سال ۱۹۱۸ تأسیس شد.